# Carolus Rex
A Carolus Rex a svéd Sabaton power metal zenekar hetedik stúdióalbuma, mely 2012. május 25-én jelent meg.
Az album a Svéd Birodalom 1561–1721 közé eső szakaszáról, és II. Gusztáv Adolf (Gustavus Adolphus) valamint XII. Károly (Carolus Rex) svéd királyokról, a karolin hadseregről és többek között a harmincéves háborúról szól. A lemez, a zenekar történetében először, az angol nyelv mellett svéd nyelven is megjelent. Az album kapható egy-egy CD-s változatban angol, és svéd nyelven; limitált verzióban, melyhez mindkét nyelvű CD hozzátartozik; valamint egy speciális, az internetről rendelhető verzióban is, amelyhez hozzátartozik mindkét nyelvű CD (az angol album 3 bónuszdallal fűszerezve), valamint egy könyv is.
A zenekar történetében ez az utolsó album, amelyen szerepelnek Oskar Montelius és Rikard Sundén gitárosok, Daniel Mullback dobos, és Daniel Myhr billentyűs.

## Az album dalai
Angol nyelvű verzió
1. „Dominium Maris Baltici” – 0:29
2. „The Lion from the North” – 4:42 Témája: II. Gusztáv Adolf svéd király, mint „Észak Oroszlánja”.
3. „Gott Mit Uns” (feat. Peter Tägtgren) – 3:15 Témája: a breitenfeldi csata
4. „A Lifetime of War” – 5:45 Témája: a harmincéves háború során elkövetett mészárlások.
5. „1 6 4 8” – 3:54 Témája: A prágai csata 1648-ban.
6. „The Carolean’s Prayer” – 6:14 Témája: XII. Károly svéd király katonáinak imája.
7. „Carolus Rex” – 4:53 Témája: XII. Károly hatalomra jutása.
8. „Killing Ground” – 4:24 Témája: a fraustadti csata.
9. „Poltava” – 4:03 Témája: a poltavai csata.
10. „Long Live the King” – 4:09 Témája: XII. Károly halála és temetése.
11. „Ruina Imperii” – 3:21 Témája: a Svéd Birodalom hanyatlása és bukása XII. Károly halála után.
12. „Twilight of the Thunder God” (feat. Peter Tägtgren, Amon Amarth feldolgozás) – 3:59
13. „In the Army Now” (Bolland & Bolland feldolgozás) – 3:58
14. „Feuer Frei!” (Rammstein feldolgozás) – 3:12

12: Digibook, speciális internetről rendelhető változat bónusz 

13–14: Speciális internetről rendelhető változat bónusz
Svéd nyelvű verzió
1. „Dominium Maris Baltici” – 0:29
2. „Lejonet från Norden” – 4:42
3. „Gott Mit Uns” (feat. Peter Tägtgren) – 3:15
4. „En Livstid i Krig” – 5:45
5. „1648” – 3:54
6. „Karolinens bön” – 6:14
7. „Carolus Rex” – 4:53
8. „Ett Slag Färgat Rött” – 4:24
9. „Poltava” – 4:03
10. „Konungens Likfärd” – 4:09
11. „Ruina Imperii” – 3:21

## Közreműködők
- Joakim Brodén – ének
- Rikard Sundén – gitár
- Oskar Montelius – gitár
- Pär Sundström – basszusgitár
- Daniel Mullback – dob
- Daniel Mÿhr – billentyűs hangszerek
- Peter Tägtgren – vendégvokál

## Külső hivatkozások
- Az együttes hivatalos oldala (angolul)
- metal-archives.com
- Sabaton dalszövegek (angolul)